# Jean Frédéric Frenet
Pour les articles homonymes, voir Frenet.
Jean Frédéric Frenet, né le 7 février 1816 à Périgueux et mort le 12 juin 1900 dans la même ville, est un mathématicien, astronome et météorologue français. 

## Biographie
Il est connu pour avoir découvert (indépendamment de Joseph-Alfred Serret) les formules dites maintenant de Serret-Frenet. Il a obtenu six des neuf formules, qui à cette époque n'étaient pas écrites dans le langage de l'algèbre linéaire. Ces formules sont importantes dans la théorie des courbes dans l'espace en géométrie différentielle et elles furent présentées en 1847 dans sa thèse « Sur quelques propriétés générales des courbes à double courbure » à Toulouse. La même année, il devint professeur à Toulouse et, un an plus tard, il devint professeur de mathématiques à la faculté des sciences de Lyon. Quatre ans plus tard, en 1852, il publia les formules de Frenet dans le Journal de mathématiques pures et appliquées. Également directeur de l'observatoire du collège de la Trinité, il publie de 1853 à 1858 des observations météorologiques dans les Mémoires de l'Académie impériale de Lyon, les conditions étant alors trop mauvaises pour faire des observations astronomiques,,,.
En 1856, son introduction au calcul différentiel et intégral, le Recueil d'exercices sur le calcul infinitésimal, fut publiée. Il y eut sept éditions de cet ouvrage, la dernière, posthume en 1917.
Il a été élu à l'Académie des sciences, belles-lettres et arts de Lyon le 2 décembre 1849.